# Broek (Grote Waard)
Broek was een dorp op de zuidwestdijk van de Groote of Hollandsche Waard, op de plek waar zich nu ongeveer de Moerdijkbruggen bevinden.
Bij Broek brak tijdens de St Elisabethsvloed van 1421 de dijk door. Toen is het dorp verdwenen, en ontstond op die plek het Hollands Diep.